# Ashley Callus
Ashley Callus (Brisbane (Queensland), 10 maart 1979) is een voormalige Australische zwemmer en tevens olympisch kampioen op de 4x100 meter vrije slag tijdens de Olympische Zomerspelen 2000 in Sydney.

## Carrière
Callus maakte zijn internationale debuut op de Gemenebestspelen 1998 in Kuala Lumpur met een vijfde plaats op de 50 meter vrije slag. Op de 4x100 meter vrije slag legde Callus beslag op de gouden medaille. Op de wereldkampioenschappen kortebaanzwemmen 2000 in Athene behaalde hij een zevende plaats op de 100 meter vrije slag, daarnaast eindigde de Australiër als vijfde op zowel de 4x100 meter vrije slag als de 4x100 meter wisselslag estafette. Bij zijn olympisch debuut in eigen land, Sydney, veroverde Callus samen met Michael Klim, Chris Fydler en Ian Thorpe de olympische titel op de 4x100 meter vrije slag, de Australiër nam niet deel aan een individueel nummer.

### 2001-2004
In 2001 nam Callus deel aan de wereldkampioenschappen zwemmen 2001 in Fukuoka. Individueel eindigde de Australiër als zevende op de 100 meter vrije slag, op de 50 meter vrije slag strandde hij in de series. Met zijn teamgenoten Michael Klim, Todd Pearson en Ian Thorpe veroverde hij de wereldtitel op de 4x100 meter vrije slag. Het daarop volgende jaar pakte Callus de kortebaanwereldtitel op de 100 meter vrije slag op de wereldkampioenschappen kortebaanzwemmen 2002 in Moskou. In Moskou eindigde hij daarnaast als zesde op de 50 meter vrij, samen met Geoff Huegill, Jim Piper en Adam Pine pakte hij het zilver op de 4x100 meter wisselslag. Op de Gemenebestspelen 2002 in Manchester, pakte de Australiër de titel op de 4x100 meter vrije slag en het zilver op de 100 meter vrije slag, daarnaast eindigde Callus ook nog als vijfde op de 50 meter vrije slag. Hetzelfde jaar haalde Callus ook de gouden medaille op de 4x100 meter vrije slag op de Pan Pacific kampioenschappen zwemmen 2002 in Yokohama. In Yokohama veroverde hij tevens de zilveren medaille op de 100 meter vrije slag.
Op de wereldkampioenschappen zwemmen 2003 in Barcelona werd Callus uitgeschakeld in de halve finales van de 100 meter vrije slag. op de 50 meter vrije slag overleefde hij de series niet. Met het Australische team eindigde hij als vierde op de 4x100 meter vrije slag. Op de Australische zwemkampioenschappen 2004 in Sydney plaatste Callus zich, dankzij de tweede plaats op zowel de 50 als de 100 meter vrije slag, voor de Olympische Zomerspelen 2004 in Athene. Op de Spelen stelde Callus met een zesentwintigste plaats op de 50 meter vrije slag en een eenendertigste plaats op de dubbele afstand. Na afloop werd vastgesteld dat Callus het Epstein-Barr virus onder de leden had, wat zijn tegenvallende prestaties in Athene verklaarde.

### Comeback
Nadat hij het lange tijd rustig aan had gedaan na de Spelen, door zijn ziekte, keerde Callus terug op internationaal niveau bij de Gemenebestspelen 2006 in Melbourne met een zilveren medaille op de 4x100 meter vrije slag. Deze prestatie leverde hij samen met Michael Klim, Eamon Sullivan en Brett Hawke. Individueel bereikte hij een zesde plaats op de 100 meter vrije slag en een achtste plaats op de 50 meter vrije slag. Enkele weken later nam de Australiër deel aan de wereldkampioenschappen kortebaanzwemmen 2006 in Shanghai. Hier veroverde hij samen met Matt Welsh, Brenton Rickard en Adam Pine de wereldtitel op de 4x100 meter wisselslag. Op de 100 meter vrije slag strandde Callus in de halve finales van de 100 meter vrije slag, op de 4x100 meter vrije slag zwom hij alleen in de series. Op de wereldkampioenschappen zwemmen 2007, in eigen land in Melbourne, eindigde Callus samen met Eamon Sullivan, Andrew Lauterstein en Kenrick Monk als vijfde op de 4x100 meter vrije slag. Op zijn beide individuele afstanden, 50 en 100 meter vrije slag, strandde hij in de halve finales.
Op de Australische kampioenschappen zwemmen 2008 in Sydney eindigde Callus als tweede op de 50 meter vrije slag waardoor hij zich plaatste voor de Olympische Zomerspelen 2008 in Peking. Dankzij een vierde plaats op de 100 meter vrije slag plaatste hij zich ook voor de 4x100 meter vrije slag estafette. In Peking legde Callus, samen met Eamon Sullivan, Andrew Lauterstein en Matt Targett, beslag op de bronzen medaille op de 4x100 meter vrije slag. Op de 50 meter vrije slag, zijn enige individuele nummer, eindigde Callus als vierde. Hij kwam 0,13 seconde tekort ten opzichte van de Fransman Alain Bernard die het brons pakte. Na afloop gaf hij aan niet verder te gaan met zwemmen.

### 2009-heden
Tijdens de Australische kampioenschappen zwemmen 2009 in Sydney maakte de Australiër onverwachts zijn comeback, ondanks het feit dat hij als snelste de finale van de 50 meter vrije slag bereikte kwalificeerde hij zich niet voor de wereldkampioenschappen zwemmen 2009 in Rome. Een jaar later wist hij zich dankzij winst op de 50 meter vrije slag te kwalificeren voor de Pan Pacific kampioenschappen zwemmen 2010 en de Gemenebestspelen 2010. Op de Pan Pacific kampioenschappen zwemmen 2010 in Irvine eindigde Callus als zevende op de 50 meter vrije slag. Tijdens de Gemenebestspelen in Delhi werd de Australiër gediskwalificeerd in de halve finales van de 50 meter vrije slag, omdat hij een valse start had gemaakt.
Callus wist zich niet te kwalificeren voor de wereldkampioenschappen zwemmen 2011 in Shanghai. Op 8 februari 2012 maakte hij bekend te stoppen met de wedstrijdsport.

## Internationale toernooien
| Jaar | Olympische Spelen                                                                       | WK langebaan                                                                                                  | WK kortebaan                                                                                | PanPacs                             | Gemenebestspelen                                           |
| ---- | --------------------------------------------------------------------------------------- | --- | ------------------------------------------------------------------------------------------- | ----------------------------------- | ---------------------------------------------------------- |
| 1998 |                                                                                         | geen deelname                                                                                                 |                                                                                             |                                     | 5e 50m vrije slag · 4x100m vrije slag                      |
| 1999 |                                                                                         | | geen deelname                                                                               | geen deelname                       |                                                            |
| 2000 | 4x100 m vrije slag                                                                      | | 7e 100m vrije slag 5e 4x100m vrije slag 5e 4x100m wisselslag                                |                                     |                                                            |
| 2001 |                                                                                         | 12e 50m vrije slag · 7e 100m vrije slag · 4x100m vrije slag · 4x100m wisselslag · Callus zwom enkel de series |                                                                                             |                                     |                                                            |
| 2002 |                                                                                         | | 6e 50m vrije slag · 100m vrije slag · 4e 4x100m vrije slag · 4x100m wisselslag              | 100m vrije slag · 4x100m vrije slag | 5e 50m vrije slag · 100m vrije slag · 4x100m vrije slag    |
| 2003 |                                                                                         | 26e 50m vrije slag 10e 100m vrije slag 4e 4x100m vrije slag                                                   |                                                                                             |                                     |                                                            |
| 2004 | 26e 50m vrije slag 31e 100m vrije slag 6e 4x100m vrije slag Callus zwom enkel de series | | geen deelname                                                                               |                                     |                                                            |
| 2005 |                                                                                         | geen deelname                                                                                                 |                                                                                             |                                     |                                                            |
| 2006 |                                                                                         | | 9e 100m vrije slag · 7e 4x100m vrije slag · Callus zwom enkel de series · 4x100m wisselslag | geen deelname                       | 8e 50m vrije slag · 6e 100m vrije slag · 4x100m vrije slag |
| 2007 |                                                                                         | 15e 50m vrije slag 16e 100m vrije slag 5e 4x100m vrije slag                                                   |                                                                                             |                                     |                                                            |
| 2008 | 4e 50m vrije slag · 4x100m vrije slag                                                   | | geen deelname                                                                               |                                     |                                                            |
| 2009 |                                                                                         | geen deelname                                                                                                 |                                                                                             |                                     |                                                            |
| 2010 |                                                                                         | | geen deelname                                                                               | 7e 50m vrije slag                   | DQ 50m vrije slag                                          |

## Persoonlijke records
Bijgewerkt tot en met 26 november 2009

### Kortebaan
| Afstand         | Tijd  | Datum            | Plaats   |
| --------------- | ----- | ---------------- | -------- |
| 50m vrije slag  | 20,98 | 29 augustus 2009 | Brisbane |
| 100m vrije slag | 46,99 | 7 april 2002     | Moskou   |

### Langebaan
| Afstand         | Tijd  | Datum            | Plaats   |
| --------------- | ----- | ---------------- | -------- |
| 50m vrije slag  | 21,19 | 26 november 2009 | Canberra |
| 100m vrije slag | 48,68 | 26 maart 2008    | Sydney   |